# Ofensiva de Ramon Berenguer IV
L'Ofensiva de Ramon Berenguer IV és la campanya militar que el comte de Barcelona i príncep d'Aragó inicià el juliol del 1151 contra el fill de Garcia Ramires, dux de Pamplona. L'ofensiva s'emmarca en la problemàtica sorgida arran del Testament d'Alfons I d'Aragó (1131) per la seva successió. L'ofensiva s'inicià després de la signatura del Tractat de Tudilén. El 7 de juliol del 1151 Ramon Berenguer IV ocupa Borja (Aragó), plaça que estava sota el poder del dux de Pamplona. La segona meitat de l'any prosseguí amb l'ocupació de Calchetas, prop de Cascante. L'ofensiva provocà que el dux de Pamplona s'inclinés per buscar l'amistat del rei de Castella Alfons VII.